# 増尾城
増尾城（ますおじょう）は、千葉県柏市増尾にあった日本の城。城跡は「増尾城址総合公園」となっている。

## 概要
増尾城は、高城氏の家臣・平川若狭守によって築かれたと伝わる城である。西と南に旧道が通っていたことから、両道の押さえとして築かれたものと考えられている。

## 構造
大津川とその支流によって形成された舌状台地上に占地し、舌状台地全体が土塁と空堀を用いて二郭に区画されている。
舌状台地基部は空堀を用いて遮断されており、加えて郭内に土塁が設けられている。また、外郭土塁南端に櫓台が突出しており、脇に開く虎口を防御し、空堀内への横射が可能となっている。この空堀は北側の腰郭状削平地に繋がり、腰郭は台地端まで伸びる。

## 遺構
一部が崩落しているが、土塁及び空堀が比較的良く残る。